# Centro Habana
Centro Habana è uno dei quattro distretti più importanti e visitati de L'Avana.
Si tratta di una zona popolare che possiede alcuni degli edifici ed opere architettoniche più importanti e famose dell’intera area. Si localizza nella parte centro-settentrionale della provincia dell'Avana, tra i distretti de La Habana Vieja e di El Vedado.

## Luoghi d'interesse
- Campidoglio (Capitolio Nacional): palazzo presidenziale di architettura neoclassica, dichiarato Patrimonio Nazionale nel 2010. La sua realizzazione risale al 1929, sotto la presidenza di Gerardo Machado.
- Museo della Rivoluzione (Museo de la Revolución): edificio del XX secolo situato nel Palazzo Presidenziale, dichiarato Monumento Nazionale nel 2010. Al suo interno possiede oggetti, fotografie, armi e documenti legati alla storia della Rivoluzione cubana, che rendono il museo il più importante di tutto il Paese.
- Museo nazionale delle belle arti (Museo Nacional de Bellas Artes): si trova all’interno di due edifici situati lungo il Paseo Martí. Il primo edificio è conosciuto come Palazzo delle Belle Arti e contiene opere risalenti al 500 a.C., mentre il secondo prende il nome di Centro Asturiano e si concentra sull’arte cubana. L’intero museo promuove e conserva opere d’arte plastiche cubane che vanno dal XVI secolo fino ai giorni nostri ed è considerato uno dei migliori musei di tutta l’America Latina e dei Caraibi.
- Reale fabbrica di Tabacco Partagás (Real Fabrica de Tabacos Partagás): è una delle fabbriche più antiche e conosciute dell’intero Paese. Si producono due dei sigari più famosi di Cuba: Montecristo e Cohíba.
- Gran Teatro dell'Avana: è la sede dell’Opera Nazionale e Danza Classica di Cuba. Edificio in stile neobarocco, è stato inaugurato nel 1914 e ha ospitato alcune delle figure più importanti del teatro e della danza classica.[1]
- Parque Central: al centro della piazza si erge la statua di José Martí.
- Parque de la Fraternidad: annovera numerosi busti di leader americani ed è anche conosciuto dalla popolazione come “el Parque Jurásico” per la frequenza con cui si possono vedere antiche macchine d’epoca nordamericane. Si colloca in prossimità del Campidoglio e della Reale fabbrica di Tabacco Partagás.
- Parque de los Enamorados: conserva i resti della storica prigione in cui furono rinchiusi personaggi storici come José Martí. È ubicato al lato del Castillo de San Salvador de la Punta.[2]